# Octuor (Spohr)
L'Octuor en mi majeur, op. 32, est une œuvre de musique de chambre de Louis Spohr composée en 1814.

## Présentation
Composé en 1814, l'octuor op. 32 de Spohr, commande du violoniste Johann Tost, est écrit pour un violon, deux altos, un violoncelle, une contrebasse, une clarinette et deux cors.
La partie de clarinette était destinée à Friedlowsky et la partie de premier cor à Herbst, deux musiciens de l'orchestre du Theater an der Wien.

## Structure
L'Octuor est en composé de quatre mouvements :
1. Adagio – Allegro
2. Menuet
3. Andante con variazioni (Tema di Händel)
4. Finale. Allegretto

## Analyse
Un Adagio introduit le matériau thématique de l'Allegro du premier mouvement. Le deuxième mouvement est un Menuet (en réalité un scherzo) syncopé en mi mineur avec au centre un trio en mi majeur qui s'ouvre sur les cors. Le troisième mouvement est un Andante avec des variations sur l'air du Joyeux forgeron de Haendel, dans lequel tous les instruments sont mis en valeur. Le finale, Allegretto, entonné par le cor, est une « page détendue ».
La durée moyenne d'exécution de l’œuvre est d'environ vingt-six minutes.

## Discographie
- Louis Spohr: Quintett op. 52 - Oktett op. 32, Werner Genuit, Consortium Classicum, Orfeo.
- Schubert Octet, Spohr Octet, Wiener Oktett, Legendary performances DECCA Legends 1958, 466 580-2.